# The Age of Hell
The Age of Hell – szósty album studyjny amerykańskiej grupy muzycznej Chimaira wydany 16 sierpnia 2011 roku przez Wytwórnię Entertainment One Music.

## Lista utworów
1. „The Age of Hell” – 3:32
2. „Clockwork” – 3:43
3. „Losing My Mind” – 4:57
4. „Time Is Running Out” – 4:13
5. „Year of the Snake” – 3:41
6. „Beyond the Grave” – 4:54
7. „Born in Blood” (featuring Phil Bozeman of Whitechapel) – 4:08
8. „Stoma” – 1:28
9. „Powerless” – 4:31
10. „Trigger Finger” – 3:54
11. „Scapegoat” – 4:32
12. „Samsara” (featuring Emil Werstler of Dååth) – 6:12

## Twórcy
- Mark Hunter – śpiew
- Rob Arnold – gitara
- Ben Schigel – produkcja
- Tony Gammalo – gitara basowa w "Beyond the Grave"
- Emil Werstler – dodatkowe solo gitarowe w "Samsara", oraz keyboard
- Phil Bozeman – dodatkowy śpiew w "Born in Blood"
- Patrick Finegan, Lauren Dupont, Vincent DiFranco – dodatkowy keyboard
- Kalam Muttalib – saksofon w "Clockwork", dodatkowy keyboard